# Granera
Granera es un municipio de la comarca del Moyanés, en la provincia de Barcelona, comunidad autónoma de Cataluña, España.

## Geografía
Se sitúa en el sur de la comarca, en donde un riscal en retroceso, la sierra de Granera, ataca a un sector de la plataforma estructural del Moyanés. Los materiales visibles son los calcáreos horizontales del Eoceno, que se alternan con molasa, greses y margas encima de los conglomerados rojos, y forman la línea de cresta entre las cabeceras del río Ripoll y la riera de Tenes (cuenca del Besós) y la de la riera de Rubió o de Sant Joan (que forma, con la riera de Marfà, el río Calders). El altiplano, de 600 a 800 m de alto, culmina a 954 m de altitud (Pedres). El bosque de pino rojo y los páramos ocupaban una buena parte del término, que fue uno de los más perjudicados en el gran incendio forestal de agosto de 2003.

## Economía
Los cereales son el cultivo principal (la viña solo perdura resguardada). Hubo una fábrica de tintes, con 25 trabajadores, que dispone de una pequeña presa sobre la riera del Marcet, que cerró hacia los años 70. El pueblo se ha convertido en un centro de residencia y de veraneo.

## Historia
El pueblo está formado por dos núcleos: el barrio de la Iglesia, alrededor de la iglesia parroquial de San Martín, que, transformada en los siglos xvi y xvii, perdió buena parte del primitivo carácter románico, y el barrio del Castell, alrededor del antiguo castillo de Granera, mencionado el 971, que perteneció a la casa condal de Barcelona y estuvo enfeudado al vizcondado de Barcelona el 1046-1170. Pasó a la corona y a diversos señores, y se convirtió en centro de la baronía de Granera. Hay también la iglesia de Santa Cecilia (1065), con trazas de importantes y arcaicas pinturas románicas. Pertenece al municipio una parte del antiguo término de Sant Julià d'Úixols.

### Baronía de Granera
Título concedido en 1643 a Jacint de Sala i Cervera, ciudadano honrado de Barcelona, que adquirió la señoría de Granera en 1639 a los Despalau. Pasó a los Planella, señores de Clarà y Castellnou de la Plana (del término de Moyá) y Castellcir, emparentados con los de Talamanca y Calders. Actualmente, este título nobiliario está en manos del marqués de Castellbell.

### Demografía
Cuenta con una población de 84 habitantes (INE 2024).
| Gráfica de evolución demográfica de Granera entre 1842 y 2021                                                         |
| |
| Población de derecho según los censos de población del INE. Población de hecho según los censos de población del INE. |

## Administración y política
| Periodo   | Nombre                | Partido       |
| --------- | --------------------- | ------------- |
| 1979-1983 | Josep Torre i Mundet  | CiU           |
| 1983-1987 | Josep Torre i Mundet  | CiU           |
| 1987-1991 | Ramon Clapers i Roca  | Independiente |
| 1991-1995 | Josep Torre i Mundet  | CiU           |
| 1995-1999 | Joan Vilà i Font      | PSC           |
| 1999-2003 | Josep Torre i Mundet  | CiU           |
| 2003-2007 | Pere Genescà i Girbau | CiU           |
| 2007-2011 | Pere Genescà i Girbau | CiU           |
| 2011-2015 | Pere Genescà i Girbau | CiU           |
| 2015-2019 | Pere Genescà i Girbau | CiU           |
| 2019-2023 | Pere Genescà i Girbau | Junts         |